# Toulon-Provence-Méditerranée metropolisz

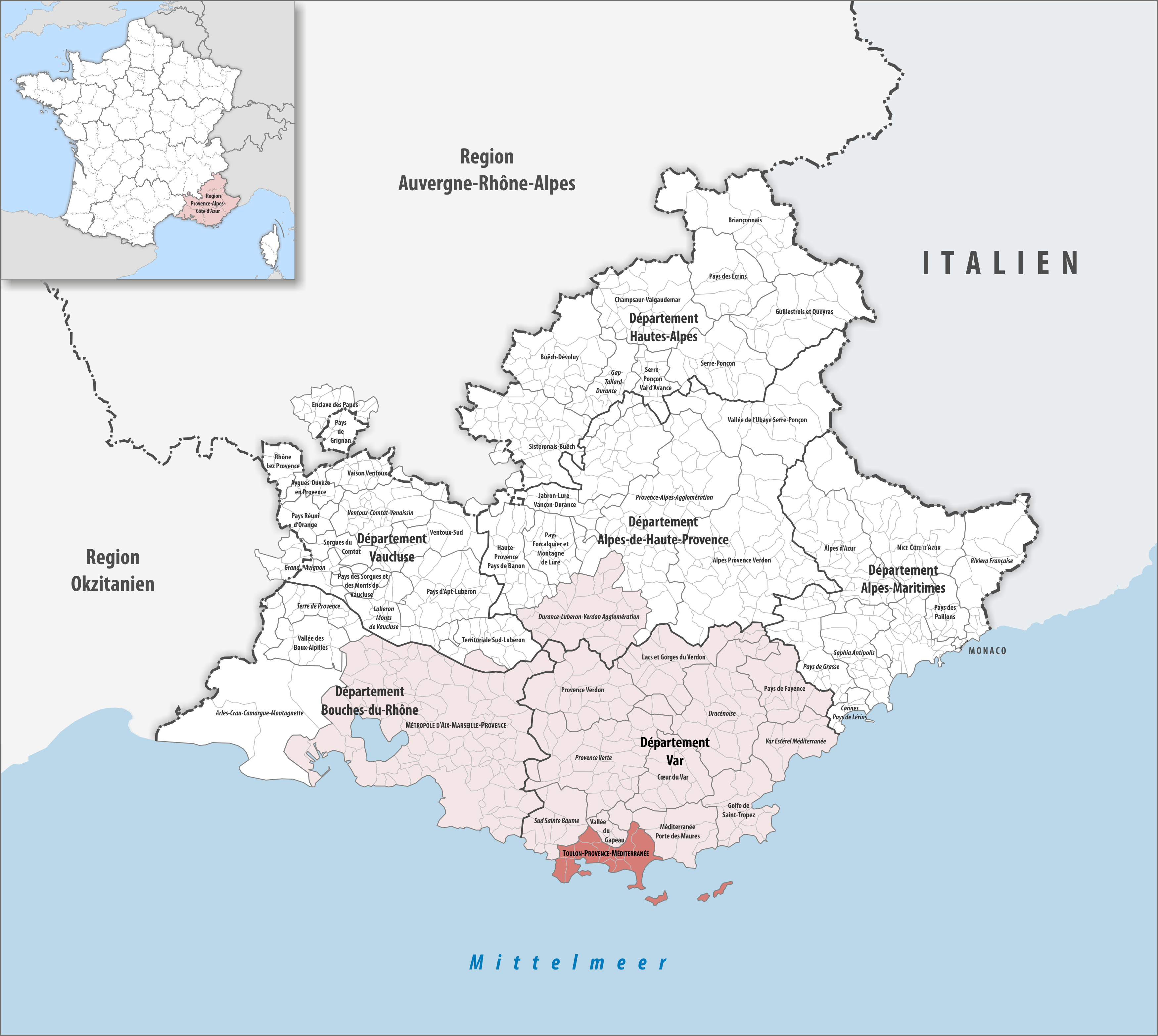
Elhelyezkedése a régióban és Var megyében

Toulon-Provence-Méditerranée metropolisz (franciául: Métropole Toulon Provence Méditerranée) a franciaországi metropoliszok egyike, a francia községközi társulási rendszer (intercommunalité) része.
Franciaország déli részén, Provence-Alpes-Côte d’Azur régió Var megyéjében helyezkedik el. Toulont és a város vonzáskörzetének további 11 községét foglalja magába. 
2018. január 1-jén jött létre az addigi „Toulon-Provence-Méditerranée agglomerációs közösség (communauté d'agglomération Toulon-Provence-Méditerranée) átalakításával.
Népessége 447 804 fő volt 2021-ben, ebből 180 452 fő Toulonban élt. Területe 366,4 km2. Igazgatási központja Toulonban van.

## Községek
A metropoliszt az alábbi 12 község alkotja:
1. Carqueiranne
2. La Crau
3. La Garde
4. Hyères
5. Ollioules
6. Le Pradet
7. Le Revest-les-Eaux
8. Saint-Mandrier-sur-Mer
9. La Seyne-sur-Mer
10. Six-Fours-les-Plages
11. Toulon
12. La Valette-du-Var